# Gavin Creel
Gavin James Creel (18 de abril de 1976 – 30 de septiembre de 2024) fue un actor, cantante, y compositor estadounidense mejor conocido por su trabajo en teatro musical. A lo largo de su carrera, recibió un premio Grammy, un premio Tony, dos premios Drama Desk y un premio Laurence Olivier.
Creel debutó en Broadway en 2002 en el papel protagonista de Jimmy en Thoroughly Modern Millie antes de interpretar a Claude en el reestreno de Hair en Broadway en 2009–ambas actuaciones nominadas a los premios Tony. De 2012 a 2015, interpretó el papel de Elder Price en The Book of Mormon; recibió un premio Laurence Olivier por crear el papel en la versión del musical del West End y lo interpretó en la gira nacional de Estados Unidos y en Broadway. En 2017 recibió un premio Tony por su interpretación de Cornelius Hackl en Hello, Dolly! en Broadway.
Otros créditos teatrales de Creel incluyen La Cage aux Folles (2004), She Loves Me (2016), Waitress (2019) e Into the Woods (2022) en Broadway; Mary Poppins (2006), Hair (2010) y Waitress (2020) en el West End; y las giras nacionales de Fame (1998) e Into the Woods (2023). Aunque es principalmente actor de teatro, su papel más destacado en la pantalla es el de Bill en Eloise at the Plaza y su secuela navideña.

## Primeros años y educación
Creel nació en Findlay, Ohio, el 18 de abril de 1976. Se crio en un entorno profundamente religioso que le resultaba muy alienante, y se sintió atraído por el teatro como una forma de escapar de él. Asistió a la Findlay High School, donde se graduó en 1994. Obtuvo su licenciatura en Bellas Artes en teatro musical en la University of Michigan School of Music, Theatre & Dance en 1998.

## Carrera

### 1997–2001: Inicios actorales
Creel comenzó su carrera profesional en el teatro regional. Algunos de sus primeros créditos son como parte del elenco residente de Pittsburgh CLO, un teatro de repertorio, para sus temporadas 1997 y 1998; en su mayoría papeles de conjunto, algunas de sus ocho producciones incluyen Kiss Me Kate, La Cage aux Folles y On the Town.
Después de la graduación de la universidad, Creel jugó Nick Piazza en el elenco de apertura de 1998 gira nacional de Fame. En 1998–1999, la gira se realizó en ciudades como Toronto, Washington D. C., y Chicago. Después de la gira, continuó actuando en el teatro regional antes de mudarse a la ciudad de Nueva York a principios del 2000. En 2001, fue el swing en la producción original de off-Broadway de Bat Boy: The Musical. También participó en el taller de 2001 de Spring Awakening.

### 2002–2012: Debut en Broadway y progreso
En 2002, Creel hizo su debut en Broadway en la producción original de Thoroughly Modern Millie, originando el papel de Jimmy Smith junto a Millie Dillmount de Sutton Foster. Una actuación revolucionaria, fue nominado para el Premio Tony a la mejor interpretación de un actor principal en un musical. En febrero de 2003, Creel interpretó a Prince Eric en un taller para la adaptación teatral de Disney de The Little Mermaid. Después de dejar Thoroughly Modern Millie en abril de 2003, actuó en la producción original de Chicago de Road Show de Stephen Sondheim, entonces titulado Bounce, grabó el álbum original del elenco para Bright Lights, Big City, entre otras producciones y talleres. Cabe destacar que hizo su debut como actor en la película de 2003 Eloise at the Plaza y su secuela Eloise at Christmastime como Bill.
Regresó a Broadway en 2004 en el revival de La Cage aux Folles, interpretando a Jean-Michel durante toda la producción. En 2006, hizo su debut en el West End en Mary Poppins, reemplazando al original Bert en la producción. También en 2006, lanzó su álbum debut de estudio Goodtimenation. En 2008, Creel protagonizó el papel de Jesús junto a Joshua Henry como Judas/Juan el Bautista y Diana DeGarmo en una reposición de Godspell en Broadway en el Teatro Ethel Barrymore, pero el 19 de agosto se anunció que el espectáculo fue pospuesto indefinidamente debido a la pérdida de un inversor. Regresó a Broadway en 2009 en el renacimiento de Hair. Por su papel protagonista de Claude, recibió su segunda nominación al Premio Tony al mejor actor en un musical. Él y el resto del reparto actuaron en Londres hasta 2010 cuando la producción se trasladó al West End. Después de Hair, protagonizó el estreno mundial de Prometheus Bound en el American Repertory Theater.

### 2012–2024: Papeles teatrales continuos
Desde 2012 hasta 2015, Creel protagonizó una serie de producciones de The Book of Mormon. Protagonizó por primera vez como Elder Price en la primera gira nacional del espectáculo en 2012. Posteriormente originó el papel en la producción original de West End del musical; por esta actuación, fue galardonado como Mejor Actor en un Musical en los Premios Laurence Olivier 2014, los premios teatrales más prestigiosos del Reino Unido. Después de su carrera en el West End, regresó a la producción itinerante durante varios meses antes de unirse al elenco de Broadway en 2015. Creel interpretó al vendedor suave Steven Kodaly, junto a Jane Krakowski, en la reposición de Broadway 2016 de She Loves Me. El espectáculo fue un éxito de crítica y la producción se convirtió en el primer espectáculo de Broadway en ser transmitido en vivo. Desde entonces, la grabación ha sido parte de la serie de PBS Great Performances.
En 2017, comenzó a interpretar a Cornelius Hackl en el revival de Broadway de Hello, Dolly! protagonizada por Bette Midler y David Hyde Pierce, y más tarde Bernadette Peters y Victor Garber. Santino Fontana lo reemplazó temporalmente mientras que Creel se recuperó de la cirugía de espalda de marzo a mayo de 2018. Por su papel, Creel fue galardonado con el Premio Tony 2017 al mejor actor en un papel destacado en un musical. En 2019, Creel asumió el papel de Dr. Pomatter en la producción de Broadway de Waitress. Posteriormente interpretó el papel en la producción de West End del musical en 2020. Actuó junto a la compositora del espectáculo, Sara Bareilles, durante ambas temporadas.
En 2021, Creel apareció en dos episodios de American Horror Stories junto a Matt Bomer y Sierra McCormick en FX en Hulu. El 29 de agosto de 2021, Creel fue presentado en el concierto emitido por la red del Public Broadcasting Service (PBS) para el musical Wicked que fue presentado por Kristin Chenoweth e Idina Menzel. Otros artistas destacados fueron Rita Moreno, Cynthia Erivo, Ariana DeBose, Ali Stroker, Amber Riley, Mario Cantone, Jennifer Nettles, Stephanie Hsu, Alex Newell, Isaac Cole Powell y Gabrielle Ruiz interpretando muchos de los números del musical.
En mayo de 2022, Creel apareció como el Lobo feroz y el Príncipe azul en el New York City Center Encores! producción y posterior relanzamiento en Broadway en junio de Into the Woods. Dejó la producción el 23 de julio durante dos semanas y fue reemplazado por Cheyenne Jackson y su suplente Jason Forbach. Regresó por un mes y luego se fue de nuevo el 4 de septiembre durante 10 días y fue reemplazado por Andy Karl, Regresó a la producción el 16 de septiembre y permaneció con el elenco hasta su fecha de cierre, el 8 de enero de 2023. Durante la carrera en Broadway, actuaría junto a Bareilles, Karl, Joshua Henry, Phillipa Soo, Brian d'Arcy James, Patina Miller, Stephanie J. Block, Krysta Rodriguez, Denée Benton, Julia Lester, Sebastian Arcelus, Montego Glover, Diane Phelan y Joaquina Kalukango.  Repitió estos papeles en la gira nacional de 2023 junto a Glover, Block, Arcelus, Forbach, Phelan, Rodriguez y Karl.
La primera vez que Creel interpretó una canción de su musical escrito por él mismo fue en Elsie Fest en 2019, donde debutó con la canción "The Only One". En 2021, Creel realizó dos espectáculos de un autodenominado 'concierto-cal' llamado Walk on Through: Confessions of a Museum Novice, para el cual Creel fue encargado de escribir e interpretar el libro, la música y las letras por el Museo Metropolitano de Arte. En diciembre de 2022, se llevaron a cabo dos lecturas de la industria de Walk on Through en el Pershing Square Signature Theatre Center. Creel habló extensamente sobre trabajar en esta pieza antes y durante la pandemia de COVID-19. Tuvo su estreno mundial Off-Broadway en noviembre de 2023, del 13 de noviembre al 7 de enero de 2024.

## Vida personal
Creel dividió su tiempo entre las residencias en el Upper West Side de Manhattan y en Carmel, Nueva York.

### Activismo
Creel era gay y estaba muy involucrado en el activismo por los derechos de los gays. Fue uno de los fundadores, junto con Rory O'Malley y Jenny Kanelos, de Broadway Impact, un grupo activista LGBT que movilizó a la comunidad teatral de Nueva York en la búsqueda del matrimonio igualitario. También fue un habitual en el crucero LGBT R FamilyVacations con Rosie O'Donnell. Desde 2015 hasta su muerte, Creel formó parte del consejo de administración de Broadway Cares/Equity Fights AIDS.

### Relaciones
En 2009, Creel salió con su compañero actor Jonathan Groff. También salió con el actor de Broadway Henry Gottfried durante varios años, a quien mencionó en su discurso de aceptación de Tony.  En el momento de su muerte, tenía una relación con Alex Temple Ward.

## Enfermedad y muerte
En julio de 2024, Creel fue diagnosticado con sarcoma metastásico de la vaina del nervio periférico melanotico, una forma rara de cáncer. Murió de la enfermedad bajo cuidados paliativos en su casa en Manhattan el 30 de septiembre de 2024, a los 48 años.  Numerosos actores que habían trabajado con Creel le rindieron tributo públicamente.
Teatros en Toronto, el West End y en Broadway anunciaron que apagarían sus luces como tributo a Creel. Inicialmente, solo un tercio de los 41 teatros de Broadway planeaban atenuar sus luces en honor a Creel, pero después del clamor público, se anunció que el tributo se extendería a todos los lugares de Broadway. En Londres, se celebró una vigilia con velas en memoria de Creel en la Actors' Church en Covent Garden el 6 de octubre de 2024, con las luces atenuadas en los cuatro teatros del West End en los que actuó el 3 de diciembre de 2024. El servicio conmemorativo público de la ciudad de Nueva York se celebró en el Teatro Saint James el 2 de diciembre de 2024, con contribuciones de la familia de Gavin, colegas y miembros de la comunidad de Broadway. Esto fue seguido por el oscurecimiento de las luces el 3 de diciembre de 2024.

## Créditos actorales

### Teatro
Adaptado por About The Artists y Broadway World.
| Año       | Show                                            | Papel                                        | Ubicación                                   | Ref.          |
| --------- | ----------------------------------------------- | -------------------------------------------- | ------------------------------------------- | ------------- |
| 1997      | Chess                                           | Ensemble                                     | Benedum Center                              |               |
| 1998      | Camelot                                         | Ensemble                                     | Benedum Center                              |               |
| 1998      | A Funny Thing Happened on the Way to the Forum  | Hero                                         | North Shore Music Theatre                   |               |
| 1998–1999 | Fame                                            | Nick Piazza                                  | The North American Tour                     |               |
| 2000      | Honk!                                           | Ugly                                         | North Shore Music Theatre                   |               |
| 2000      | Honk!                                           | Ugly                                         | Helen Hayes Performing Arts Center          |               |
| 2000      | A Funny Thing Happened on the Way to the Forum  | Hero                                         | California Musical Theatre                  |               |
| 2001      | The Flood                                       | Male Lead                                    | Prospect Theatre Company                    |               |
| 2001      | Hair                                            | Principal/Father/Tribe                       | Encores! Concert                            |               |
| 2001      | Bat Boy: The Musical                            | Rick / Dillon / Lorraine / Pan / Bud / Daisy | Union Square Theatre, Off-Broadway          |               |
| 2001      | Spring Awakening                                | Melchior Gabor                               | Roundabout Theatre Company Workshop         |               |
| 2002      | Wicked                                          | Boq                                          | New York Workshop                           |               |
| 2002–2003 | Thoroughly Modern Millie                        | Jimmy Smith                                  | Marquis Theatre, Broadway                   |               |
| 2003      | The Little Mermaid                              | Prince Eric                                  | New York Workshop                           |               |
| 2003      | Bounce                                          | Hollis Bessemer                              | Albert Ivar Goodman Theatre, Chicago        |               |
| 2003      | Bounce                                          | Hollis Bessemer                              | Kennedy Center                              |               |
| 2003      | Bright Lights, Big City                         | Michael                                      | New York Concert                            |               |
| 2004      | A Tale of Two Cities                            | Charles Darnay                               | Workshop                                    |               |
| 2004      | The Mystery Plays                               | Joe Manning                                  | Second Stage Theatre                        |               |
| 2004      | The Mystery Plays                               | Joe Manning                                  | Yale Repertory Theater                      | [ 43 ]        |
| 2004      | Illyria                                         | Sebastian                                    | Prospect Theatre                            |               |
| 2004      | Hair                                            | Performer                                    | New Amsterdam Theatre, Actors' Fund Concert |               |
| 2004–2005 | La Cage aux Folles                              | Jean-Michel                                  | Marquis Theatre, Broadway revival           |               |
| 2006      | Mary Poppins                                    | Bert (reemplazo)                             | Prince Edward Theatre, West End             | [ 44 ] [ 45 ] |
| 2009–2010 | Hair                                            | Claude Hooper Bukowski                       | Al Hirschfeld Theatre, Broadway             |               |
| 2010      | Hair                                            | Claude Hooper Bukowski                       | Gielgud Theatre, West End                   |               |
| 2011      | Prometheus Bound                                | Prometheus                                   | American Repertory Theater                  |               |
| 2011      | She Loves Me                                    | Steven Kodaly                                | Stephen Sondheim Theatre, Concierto         |               |
| 2012      | Flashdance                                      | Nick Hurley                                  | US National Tour                            |               |
| 2012–2013 | The Book of Mormon                              | Elder Price                                  | US National Tour                            |               |
| 2013–2014 | The Book of Mormon                              | Elder Price                                  | Prince of Wales Theatre, West End           |               |
| 2014      | The Book of Mormon                              | Elder Price (reemplazo)                      | US National Tour / Toronto                  |               |
| 2015–2016 | The Book of Mormon                              | Elder Price (reemplazo)                      | Eugene O'Neill Theatre, Broadway            | [ 46 ]        |
| 2016      | She Loves Me                                    | Steven Kodaly                                | Studio 54, Broadway                         | [ 47 ]        |
| 2017–2018 | Hello, Dolly!                                   | Cornelius Hackl                              | Shubert Theatre, Broadway                   | [ 48 ]        |
| 2018      | Thoroughly Modern Millie                        | Jimmy Smith                                  | Minskoff Theatre, Broadway concert          |               |
| 2019      | Waitress                                        | Dr. Jim Pomatter (reemplazo)                 | Brooks Atkinson Theatre, Broadway           | [ 49 ]        |
| 2020      | Waitress                                        | Dr. Jim Pomatter (reemplazo)                 | Adelphi Theatre, West End                   |               |
| 2021      | Walk on Through: Confessions of a Museum Novice | Intérprete también creador/compositor        | The Met Museum                              |               |
| 2022      | Walk on Through: Confessions of a Museum Novice | Intérprete también creador/compositor        | Eugene O'Neill Theater Center               |               |
| 2022      | Walk on Through: Confessions of a Museum Novice | Intérprete también creador/compositor        | Pershing Square Signature Center            |               |
| 2022      | Into the Woods                                  | The Wolf / Cinderella's Prince               | New York City Center, Encores!              |               |
| 2022–2023 | Into the Woods                                  | The Wolf / Cinderella's Prince               | St. James Theatre, Broadway                 | [ 50 ]        |
| 2023      | Into the Woods                                  | The Wolf / Cinderella's Prince               | The U.S. National Tour                      |               |
| 2023      | Walk on Through: Confessions of a Museum Novice | Intérprete también creador/compositor        | Kennedy Center                              |               |
| 2023–2024 | Walk on Through: Confessions of a Museum Novice | Intérprete también creador/compositor        | MCC Theater, Off-Broadway                   |               |

### Televisión
| Año  | Título                       | Papel                     | Notas                    |
| ---- | ---------------------------- | ------------------------- | ------------------------ |
| 2003 | Eloise at the Plaza          | Bill                      | Telefilme                |
| 2003 | Eloise at Christmastime      | Bill                      | Telefilme                |
| 2016 | She Loves Me                 | Steven Kodaly             | show filmado en Broadway |
| 2019 | Rapunzel's Tangled Adventure | Matthews (voz)            | 4 episodios              |
| 2021 | American Horror Stories      | Troy                      | Miniserie; 2 episodios   |
| 2021 | Central Park                 | Young Hank Zevansky (voz) | Episodio: "The Shadow"   |
| 2021 | Wicked in Concert            | Intérprete                | especial de PBS          |

### Otros trabajos
- 2016: The Ceiling Fan (productor) • cortometraje
- TBA: The Delicate Medium (productor asociado) • cortometraje (estrenado póstumamente)

## Discografía

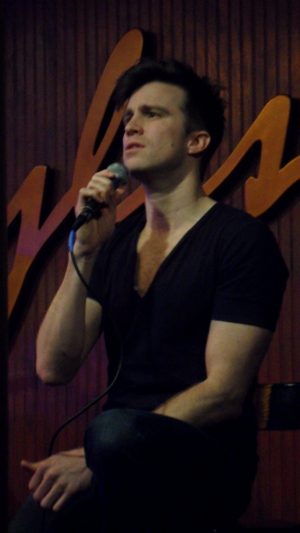
Actuando en el Ryles Jazz Club en Boston, Massachusetts, en 2010

### Discografía en solitario
Álbumes
- 2006: Goodtimenation (Creel/Roth)
- 2012: Get Out (self-released)

EPs
- 2010: Quiet (autoeditado); No. 44 en el Billboard's Top Heatseekers[51]

Sencillos
- 2011: "Noise (Equality Now)"
- 2012: "Whitney Houston"

Apariciones como invitado
- 2002: "Lullaby of Broadway" de Marc Kudisch & David Nehls de Broadway Romances Manhattan
- 2005: "'Til Then" from ZEITGEIST de Dan Lipton
- 2007: "Young at Heart" de Over the Rainbow (Universal)
- 2010: "Greenwich Time" de Love on a Summer Afternoon: Songs of Sam Davis (PS Classics)
- 2017: "Christmas Broadway Bus Stop" de Laura Bell Bundy & Eden Espinosa
- 2019: "Do You Hear the Bells?" de The Laurie Berkner Band de Waiting for the Elevator
- 2020: "Witchcraft/I Put a Spell on You" de I Put a Spell on You (Broadway Records)
- 2020: "If It Be Your Will" de Shoshana Bean & Shayna Steele de Sing Your Hallelujah (Shotime Records)
- 2021: "Something Wonderful" de R&H Goes Pop!
- 2021: "A Moment Forever Ago" de Central Park Season Two, The Soundtrack

### Grabaciones
- 2002: Thoroughly Modern Millie (RCA Victor)
- 2005: Hair (Actors Fund of America Benefit Recording) (Sh-K-Boom)
- 2005: Bright Lights, Big City (Original Cast Recording) (Sh-K-Boom)
- 2006: It's Only Life (A New Musical Revue) (PS Classics)
- 2009: Hair (New Broadway Cast Recording) (Sh-K-Boom)
- 2011: Fine and Dandy (World Premiere Recording) (PS Classics)
- 2012: Flashdance – The Musical (Roth Music Inc.)
- 2012: Fugitive Songs – A Song Cycle (Warner/Chappell)
- 2016: She Loves Me (2016 Broadway Cast Recording) (Ghostlight Records)
- 2017: Hello, Dolly! (New Broadway Cast Recording) (Masterworks Broadway)
- 2019: Three Points of Contact (Very Intense Records)
- 2019: The Man in the Ceiling (World Premiere Recording) (Ghostlight Records)
- 2022: Into the Woods (2022 Broadway Cast Recording) (Craft Recordings)

Fuente:

## Premios y nominaciones
| Año  | Premio                              | Categoría                                             | Trabajo                  | Resultado   | Ref.   |
| ---- | ----------------------------------- | ----------------------------------------------------- | ------------------------ | ----------- | ------ |
| 2002 | Premios Tony                        | Mejor actor principal en un musical                   | Thoroughly Modern Millie | Nominada    | [ 53 ] |
| 2009 | Premios Tony                        | Mejor actor principal en un musical                   | Hair                     | Nominada    | [ 54 ] |
| 2009 | Drama League Award                  | Distinguished Performance                             | Hair                     | Nominada    | [ 55 ] |
| 2010 | GLAAD Media Award                   | Special Recognition Award (compartido con el reparto) | Hair                     | Homenajeado | [ 56 ] |
| 2014 | Laurence Olivier Award              | Mejor actor principal en un musical                   | The Book of Mormon       | Ganador     | [ 57 ] |
| 2014 | WhatsOnStage Award                  | Mejor actor principal en un musical                   | The Book of Mormon       | Ganador     | [ 58 ] |
| 2017 | Premios Tony                        | Mejor actor de reparto en un musical                  | Hello, Dolly!            | Ganador     | [ 59 ] |
| 2017 | Drama Desk Award                    | Outstanding Featured Actor in a Musical               | Hello, Dolly!            | Ganador     | [ 60 ] |
| 2017 | Outer Critics Circle Award          | Outstanding Featured Actor in a Musical               | Hello, Dolly!            | Ganador     | [ 61 ] |
| 2023 | Premios Grammy                      | Mejor álbum de teatro musical                         | Into the Woods           | Ganador     | [ 62 ] |
| 2023 | Elliot Norton Awards                | Outstanding Visiting Performance in a Musical         | Into the Woods           | Ganador     | [ 63 ] |
| 2023 | Broadway.com Audience Choice Awards | Favorite Featured Actor in a Musical                  | Into the Woods           | Ganador     | [ 64 ] |
| 2023 | Broadway.com Audience Choice Awards | Favorite Onstage Pair (con Joshua Henry)              | Into the Woods           | Nominada    | [ 64 ] |
| 2023 | Broadway.com Audience Choice Awards | Favorite Funny Performance                            | Into the Woods           | Nominada    | [ 64 ] |
| 2025 | Drama Desk Awards                   | Lifetime Achievement                                  | Lifetime Achievement     | Ganador     | [ 65 ] |